# Donja Pušća
Donja Pušća – wieś w Chorwacji, w żupanii zagrzebskiej, w gminie Pušća. W 2011 roku liczyła 794 mieszkańców.